# Haleomyces oropogonicola
Haleomyces oropogonicola — вид грибів, що належить до монотипового роду Haleomyces.